# Jezioro o zmierzchu
Jezioro o zmierzchu – obraz olejny (pejzaż) autorstwa polskiego malarza Józefa Chełmońskiego, ukończony w 1890 roku. Znajduje się w zbiorach Muzeum Narodowego w Warszawie.

## Historia
Józef Chełmoński namalował pejzaż Jezioro o zmierzchu w 1890 prawdopodobne w okolicy Kuklówki Zarzecznej na Mazowszu, gdzie osiedlił się w 1889 i żył do śmierci w 1914 (zob. dworek Józefa Chełmońskiego). Obraz trafił później do kolekcji polskiego lekarza, Eugeniusza Lewensterna, który kilka lat później postanowił podarować dzieło Muzeum Sztuk Pięknych w Warszawie (od 1916 roku Muzeum Narodowe w Warszawie) z siedzibą przy Alejach Jerozolimskich 3 i umieszczony został w kolekcji muzealnej „Zbiory Malarstwa Polskiego do 1914 roku”.
Między 21 listopada 1987 a 19 czerwca 1988 obraz był prezentowany na wystawie w Muzeum Narodowym w Poznaniu przy alei Karola Marcinkowskiego. 26 września 2024 roku trafił do specjalnie przygotowanej sali w Muzeum Narodowym w Warszawie na potrzeby wystawy poświęconej twórczości Józefa Chełmońskiego, trwającej do 26 stycznia 2025 roku. Po jej zakończeniu obraz powróci na swoje stałe miejsce w muzeum.

## Opis
Obraz Jezioro o zmierzchu jest pejzażem. Na pierwszym planie widoczna jest spokojna tafla wody o odcieniach niebieskiego oraz zielonego, która w głębi kompozycji nabiera liliowo-różowej barwy. Z prawej strony, w oddali, rozciąga się szare pasmo drzew rosnących na brzegu. Nisko nad wodą przelatują ptaki, ukazane w sposób szkicowy.
Obraz jest przedstawieniem sztuki realizmu oraz malarstwa pejzażowego. Obraz ma 20 cm wysokości i 33 cm szerokości, natomiast z ramą ma wysokość 27,5 cm, szerokość 41 cm oraz grubość wynoszącą 3,5 cm. W lewym dolnym rogu płótna znajduje się sygnatura: „JÓZEF CHEŁMOŃSKI 1890”.